# Асен Каров
Асен Стоев Каров е български офицер (генерал-майор), дипломат и юрист.

## Биография
Роден е на 6 януари 1894 година във велинградското село Каменица, днес квартал на Велинград в семейството на дългогодишния каменски учител и възпитаник на възрожденеца поп Топорчо Стою Каров. Асен завършва училището в село Каменица. Oстава сирак, когато е едва на четири годинки, когато вследствие на политически разпри е убит баща му.
С помощта на поп Топорчо и средства от Каменската църква Асен заминава да учи в гимназията в Пазарджик. След завършването ѝ през учебната 1991 – 1912 година, работи като учител в родното си село. Следващите години преминават във Военното училище на Негово величество в София. Започват Балканските войни и Първата световна война, в които Асен Каров е на бойната линия по фронтовете около Дойран, Гевгели и Цариброд.
След приключването на войните и Военното училище на 25 август 1915 година е произведен в чин подпоручик. Служи в 3-ти артилерийски полк и във Военното училище. Пред 1922 година при кандидатстване в Софийския университет „Св. Климент Охридски“ от 25 явили се на конкурсния изпит с най-висок успех е приет капитан Асен Каров. Тук той завършва право, като успоредно с това следва дипломация и консулство в Свободния университет за политически и стопански науки в София, днес УНСС.
Асен Каров е говорил отлично френски и италиански език. По-късно е канен за работи в българското посолство в Рим, но той предпочита да остане в редовете на българската войска. Като юрист работи във военните съдилища в Русе (от 1927 г.) и София (от 1932 г.) и във Военен касационен съд (от 1937 г.). През тези години е неуморим сътрудник на списание „Правна мисъл“, където разработва множество юридически проблеми и теми.
През 1943 година полковник Асен Каров е произведен в чин генерал-майор и назначен за началник на военно-съдебната част. През 1944 г. е уволнен от служба.
На 15 март 1945 г. е осъден на смърт от т. нар. Народен съд, след установяването на Комунистическия режим в страната. Присъдата е изпълнена същия ден.
Асен Каров е женен и има 1 дете.

## Военни звания
- Подпоручик (25 август 1915)
- Поручик (30 май 1917)
- Капитан (1 май 1920)
- Майор (15 май 1930)
- Подполковник (26 август 1934)
- Полковник (3 октомври 1938)
- Генерал-майор (14 септември 1943)